# 936
Năm 936 là một năm trong lịch Julius.

## Sự kiện
- Giáo hoàng Lêô VII, theo niên giám tòa thánh năm 1861 thì ông đắc cử Giáo hoàng năm 936.
- Tại Trung Quốc, nhà Hậu Đường mất, Hậu Tấn Cao Tổ lên ngôi vua.